# Scream 2
Scream 2 és la segona part de la saga Scream estrenada el 1997. En aquesta continuació, Sidney es troba a la universitat quan algú intenta repetir els assassinats de Woodsboro altra vegada.
Aquesta part va ser una gran estrena, després del grandiós èxit de la primera. Va recaptar en total uns 98 milions. Els supervivents de la primera tornen a aquesta entrega, la qual va ser ben rebuda pels crítics. Kevin Williamson torna a ser la mà principal del guió i Wes Craven segueix al comandament.

## Argument
Sidney segueix a Woodsboro, però ara es troba a la Universitat. Després d'uns assassinats al cinema, l'assassí torna a acusar Sidney mentre ella es retroba amb l'erroni assassí que ella va acusar de l'assassinat de la seva mare, Cotton Weary.

## Resum de la pel·lícula
La pel·lícula comença amb una parella que va al cinema a veure la pel·lícula "Stab" (Punyalada", un film basat en els assassinats de Woodsboro. Durant la projecció, la parella és assassinada. L'endemà, Sidney es retroba amb Randy i té un nou nòvio, Derek. I nous amics, el Mickey i Hallie.
Mentrestant, Cici Cooper, una estudiant, és assassinada. Gale troba a una nova reportera anomenada Debbie Salt, la qual no la para d'atabalar mentre ella i Dewey intenten descobrir el culpable dels assassinats. El següent és Randy, el qual és assassinat dintre la furgoneta de Gale.
Sidney torna a ser acusada i sospita del seu xicot Derek, però en un viatge en cotxe amb la policia presencia la mort dels dos policies i la mort de Hallie, la seva amiga. Corrent a buscar ajuda, entra al teatre de l'institut on allà maten a Derek, i Mickey i Debbie Salt es declaren com a assassins. Debbie resultava ser la mare d'en Billy i buscava venjança, però tant ella com Mickey són disparats per Cotton, Gale i Sidney. Al final, Sidney declara a Cotton com el verdader heroi i acaba la pel·lícula, deixant a Cotton, Gale, Dewey i Sidney com els nous supervivents.

## Repartiment
- Neve Campbell: Sidney Prescott
- David Arquette: Dewey Riley
- Courteney Cox: Gale Weathers
- Jamie Kennedy: Randy Meeks
- Jerry O'Connell: Derek Feldman
- Elise Neal: Hallie McDonnell
- Timothy Olyphant: Mickey Altieri
- Laurie Metcalf: Debbie Salt
- Liev Schreiber: Cotton Weary
- Jada Pinkett Smith: Maureen Evans
- Portia de Rossi: germana Murphy